# Інші дні Анни
«Інші дні Анни» — перша книга українського письменника Тараса Прохаська, що вийшла у видавництві Смолоскип (Київ) 1998 року.

## Структура
Книга має післямову, написану Іздриком.
До книги «Інші дні Анни» ввійшли повісті:
- «Essai de deconstruction (Спроба деконструкції)»
- «Довкола озера»
- «Некрополь»
- «Від чуття при сутності»

Деякі літературні критики трактують книгу «Інші дні Анни» як єдиний романний текст

## Видання
- «Інші дні Анни», Київ: Смолоскип, 1998.
- «Inne dni Anny», Wołowiec: Wydawnictwo Czarne, 2001 — польський переклад
- «Лексикон таємних знань», Львів: Кальварія, 2003. (окрім нових творів, що увійшли до цієї збірки, тут передруковано всі тексти з книги «Інші дні Анни»)
- «Інші дні Анни», Івано-Франківськ: Лілея-НВ, 2010 (перевидання)